# Lista do Patrimônio Mundial na Bósnia e Herzegovina
A Organização das Nações Unidas para a Educação, a Ciência e a Cultura (UNESCO) propôs um plano de proteção aos bens culturais do mundo, através do Comité sobre a Proteção do Património Mundial Cultural e Natural, aprovado em 1972. Esta é uma lista do Patrimônio Mundial existente na Bósnia e Herzegovina, especificamente classificada pela UNESCO e elaborada de acordo com dez principais critérios cujos pontos são julgados por especialistas na área. A Bósnia e Herzegovina sucedeu à convenção em 12 de julho de 1993, tornando seus locais históricos elegíveis para inclusão na lista.
O sítio Ponte Velha do Centro Histórico de Mostar foi o primeiro local da Bósnia e Herzegovina incluído na lista do Patrimônio Mundial da UNESCO por ocasião da 29ª Sessão do Comitè do Património Mundial, realizada em Durban (África do Sul) em 2005. Desde a mais recente adesão à lista, a Bósnia e Herzegovina totaliza 5 sítios classificados como Patrimônio da Humanidade, sendo 3 deles de classificação Cultural e 2 de classificação Natural. A Bósnia e Herzegovina compartilha os sítios: Florestas primárias de faias dos Cárpatos e de outras regiões da Europa (com outras 17 nações do continente) e Cemitério de tumbas medievais Stécci (com Montenegro, Croácia e Sérvia).

## Bens culturais e naturais
A Bósnia e Herzegovina conta atualmente com os seguintes lugares declarados como Patrimônio da Humanidade pela UNESCO:
| | Ponte Velha do Centro Histórico de Mostar |
| Bem cultural inscrito em 2005. |                                           |
| Localização: Herzegovina-Neretva |                                           |
| A cidade histórica de Mostar, empoleirada no vale do rio Neretva, é uma antiga cidade fronteiriça otomana que se desenvolveu nos séculos XV e XVI. Entre os séculos XIX e XX, pertencia ao Império Austro-Húngaro. Mostar é famosa por suas antigas casas turcas e pela "Stari Most" (Ponte Velha), da qual recebe seu nome. A maior parte do centro histórico da cidade, bem como a ponte projetada pelo famoso arquiteto Sinan, foram destruídas durante o conflito na década de 1990. A ponte foi recentemente reconstruída e muitos edifícios na parte antiga da cidade foram reconstruídos ou restaurados com a ajuda de um comitê científico internacional criado pela UNESCO. O distrito da Ponte Velha é um exemplo notável de assentamento urbano multicultural, como evidenciado por seus variados edifícios pré-otomano, otomano-oriental, mediterrâneo e ocidental. A ponte reconstruída e o centro histórico de Mostar são símbolos de cooperação internacional e da coexistência de diferentes comunidades culturais, étnicas e religiosas. (UNESCO/BPI) |                                           |

| | Ponte Mehmed Paša Sokolović |
| Bem cultural inscrito em 2007. |                             |
| Localização: República Sérvia |                             |
| A Ponte de Visegrado foi construída sobre o rio Drina no final do século XVI por Mimar Koca Sinan, o arquiteto do sultão, por ordem do Grão-Vizir Mehmed Sokolović. É característico do auge da arquitetura monumental otomana e da engenharia civil. Consiste em 11 arcos de alvenaria com aberturas de 11 a 15 metros, além de uma rampa de acesso de quatro arcos em ângulos retos, localizados na margem esquerda do rio. A ponte de 179,5 metros de comprimento é um excelente trabalho de um dos maiores arquitetos e engenheiros do período clássico otomano, Sinan, contemporâneo do Renascimento italiano e executor de obras comparáveis às destes. As proporções elegantes e a nobreza excepcional da ponte como um todo atestam a grandeza de seu estilo arquitetônico. (UNESCO/BPI) |                             |

| | Cemitério de tumbas medievais Stécci |
| Bem cultural inscrito em 2016. |                                      |
| Este bem é compartilhado com: Croácia, Mónaco e Sérvia. |                                      |
| Localização: Herzegovina-Neretva / República Sérvia |                                      |
| Este sítio serial está integrado por tumbas medievais (stécci) de trinta locais diversos situados na Bósnia e Herzegovina, no centro-sul da Croácia e na parte ocidental do Montenegro e ao oeste da Sérvia. Estes monumentos fúnebres, característicos destes regiões, datam dos séculos XII a XVI e estão dispostos em fileiras em cemitérios, tal como era costume fazer na Europa desde a Idade Média. Em sua maioria, estão esculpidos em pedra calcária com grande variedade de temas ornamentais e inscrições que mostram não somente a continuidade dos elementos europeus medievais deste tipo, como também a persistência de tradições locais específicas mais antigas. (UNESCO/BPI) |                                      |

| | Florestas primárias de faias dos Cárpatos e de outras regiões da Europa |
| Bem natural inscrito em 2021. |                                                                         |
| Este bem é compartilhado com: Albânia, Áustria, Bélgica, Bulgária, Croácia, Itália, Macedônia do Norte, Polónia, Roménia, Eslováquia, Eslovênia, Espanha e Ucrânia. |                                                                         |
| Localização: Mavrovo e Rostusa |                                                                         |
| Esta extensão transfronteiriça do Patrimônio Mundial de grãos cárpatos primários e antigas florestas de Beedland da Alemanha (Alemanha, Eslováquia e Ucrânia) abrange 12 países. Desde o fim da última Era Glacial, as beterrabas europeias se espalharam de alguns refúgios isolados nos Alpes, nos Cárpatos, no Mediterrâneo e nos Pirenéus por um curto período de alguns milhares de anos em um processo que ainda perdura. Essa expansão bem sucedida está relacionada à flexibilidade das árvores e tolerância a diferentes condições climáticas, geográficas e físicas. (UNESCO/BPI) |                                                                         |

| Interior d Caverna Vjetrenica | Caverna Vjetrenica em Ravno |
| Interior d Caverna Vjetrenica | Bem natural inscrito em 2024. |
| Interior d Caverna Vjetrenica | Localização: Herzegovina-Neretva |
| Interior d Caverna Vjetrenica | Este bem, situado na cordilheira Dinárica, destaca-se pela biodiversidade e endemismo da caverna. Esta representação bem conservada da topografia cárstica é conhecida desde a antiguidade e é uma das zonas críticas para a biodiversidade mais importantes do mundo para a fauna cavernícola, especialmente a fauna subaquática. A propriedade abriga várias espécies de vertebrados ameaçadas em escala mundial e o único anelídeo tubícola subterrâneo do mundo, bem como diversas espécies vegetais endêmicas dos Balcãs. Além disto, várias das espécies encontradas na caverna de Vjetrenica são espécies relictas terciárias e pré-terciárias, o que significa que muitas delas podem ser consideradas fósseis sobreviventes cujos parentes mais próximos foram extintos há muito tempo. (UNESCO/BPI) |

## Lista Indicativa
Em adição aos sítios inscritos na Lista do Patrimônio Mundial, os Estados-membros podem manter uma lista de sítios que pretendam nomear para a Lista de Patrimônio Mundial, sendo somente aceitas as candidaturas de locais que já constarem desta lista. Desde 2021, a Bósnia e Herzegovina possui 10 locais na sua Lista Indicativa.
| Sítio | Imagem               | Localização | Ano  | Dados UNESCO | Descrição |
| ----- | -------------------- | ----------- | ---- | ------------ | --------- |
| [[]]  | [[Ficheiro:\|150px]] | [[]]        | [[]] |              |           |